# Jairo Daniel Martínez
Jairo Daniel Martínez Moreno (El Salvador, 4 de abril de 2000) es un futbolista salvadoreño. Juega como mediocentro y su equipo actual es el Club Deportivo FAS de la Primera División de El Salvador.

## Trayectoria
Fue formado en el Atlético Marte.

### Internacional
En 2020, debuta en el Internacional por primera vez en la Liga de Ascenso.

### Atlético Marte
A mediados del 2022, regresa al Atlético Marte, esta vez en el equipo mayor.

### FAS
A finales del 2022, FAS anunció la contratación de Jairo.

## Clubes
Actualizado al último partido jugado el 18 de mayo de 2025.
| Club Deportivo Atlético Marte · El Salvador | 1.ª                 | 2022                | 13  | 2 | - | - | - | - | 13  | 2 |
| Club Deportivo Atlético Marte · El Salvador | Total               | Total               | 13  | 2 | 0 | 0 | 0 | 0 | 13  | 2 |
| Club Deportivo FAS · El Salvador            | 1.ª                 | 2023                | 7   | 0 | - | - | - | - | 7   | 0 |
| Club Deportivo FAS · El Salvador            | 1.ª                 | 2023-24             | 48  | 7 | - | - | 3 | 0 | 51  | 7 |
| Club Deportivo FAS · El Salvador            | 1.ª                 | 2024-25             | 37  | 0 | - | - | - | - | 37  | 0 |
| Club Deportivo FAS · El Salvador            | 1.ª                 | 2025-26             |     |   |   |   |   |   |     |   |
| Club Deportivo FAS · El Salvador            | Total               | Total               | 92  | 7 | 0 | 0 | 3 | 0 | 95  | 7 |
| Total en su carrera                         | Total en su carrera | Total en su carrera | 105 | 9 | 0 | 0 | 3 | 0 | 108 | 9 |
| (2) No incluye goles en partidos amistosos. |                     |                     |     |   |   |   |   |   |     |   |

Segunda División de El Salvador
| Club                               | País        | Año         |
| ---------------------------------- | ----------- | ----------- |
| Asociación Deportiva Internacional | El Salvador | 2020 - 2022 |